# Кавальер

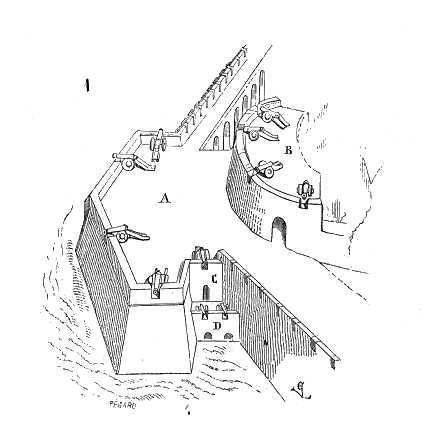
A — бастион, B — кавальер, C — фланк, D — пониженный фланк

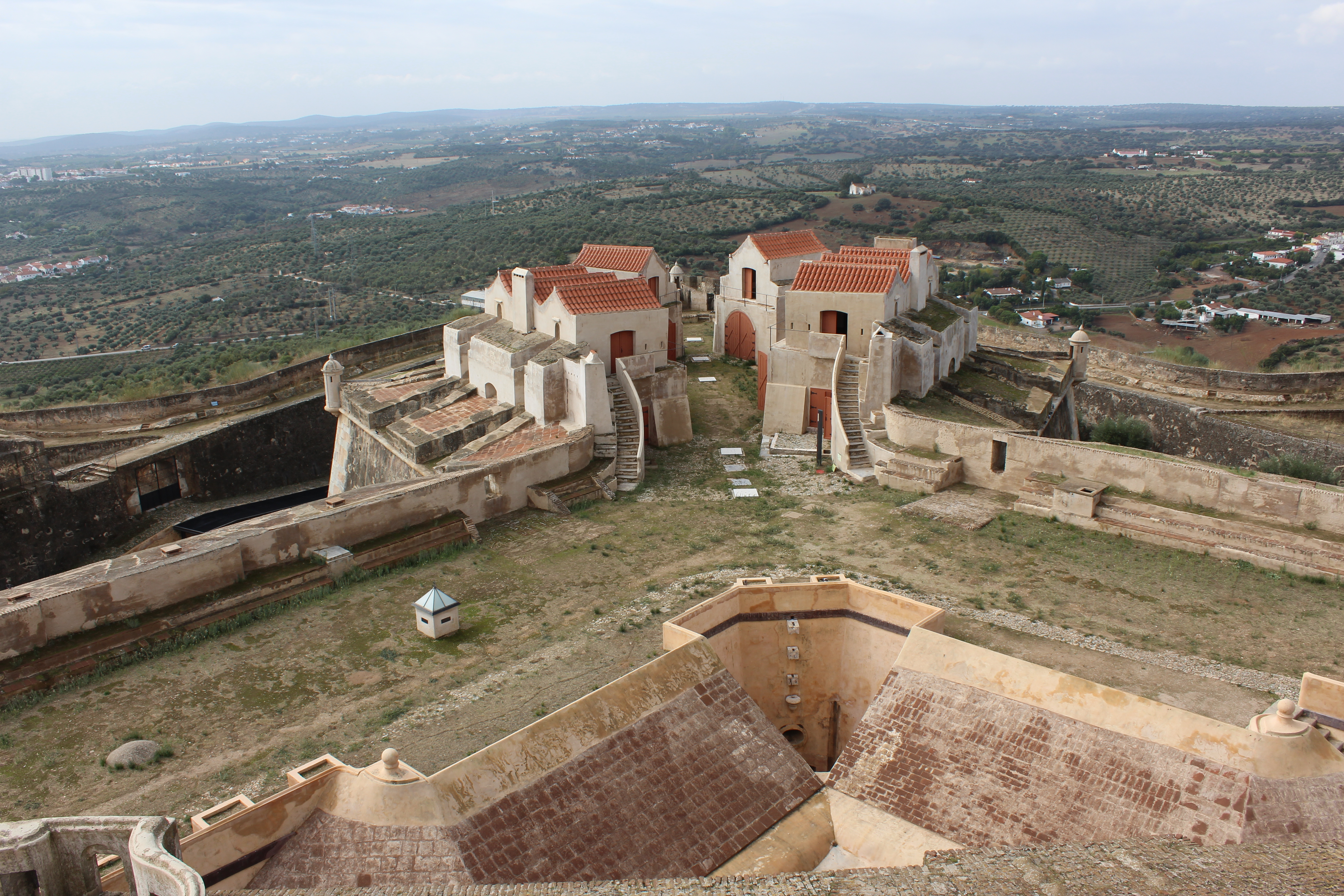
Кавальеры над крытыми орудийными позициями бастиона. Форт Носса-Сеньора-да-Граса, Португалия

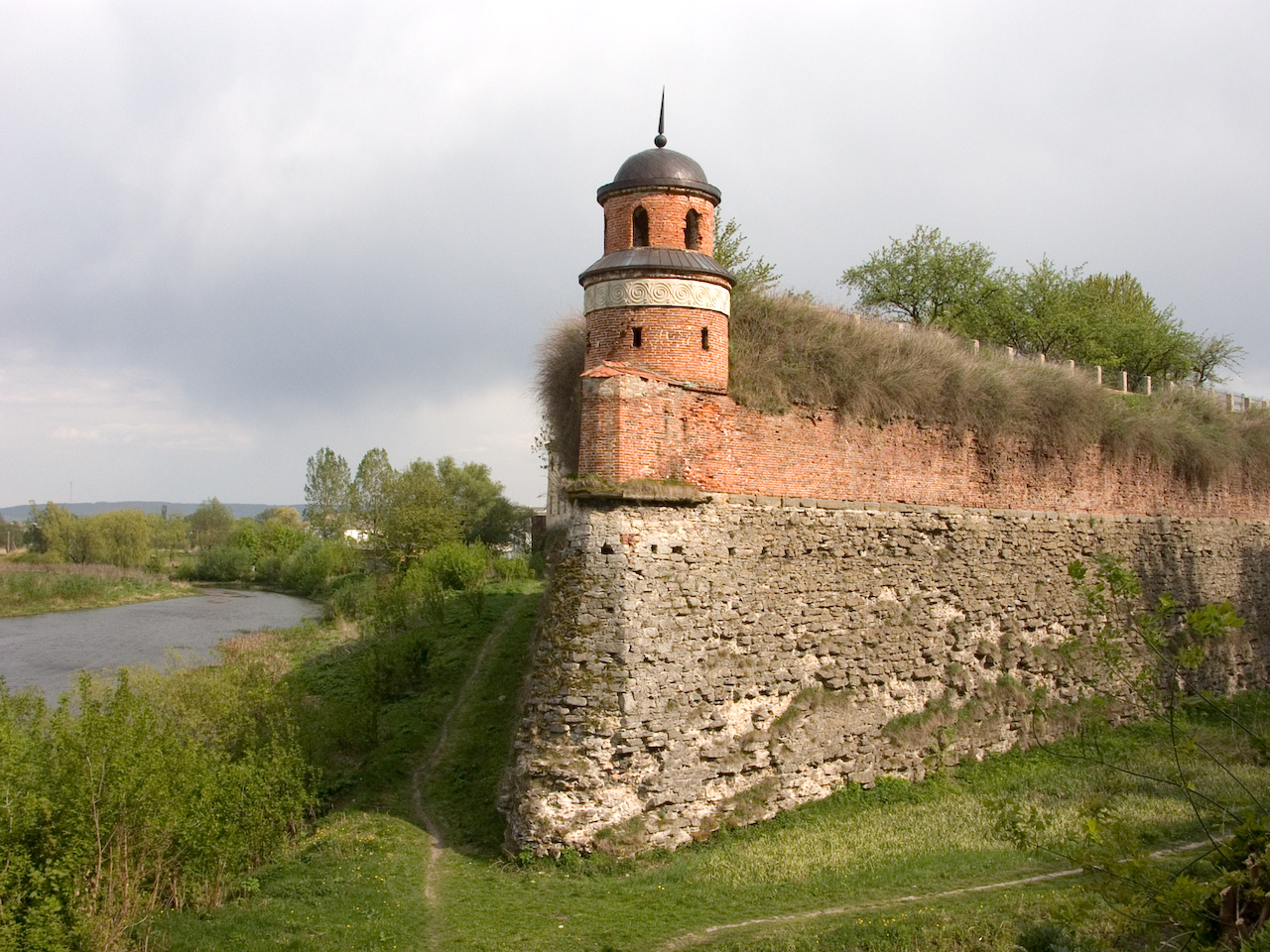
Кавальер или бартизана на бастионе замка в Дубно, Украина

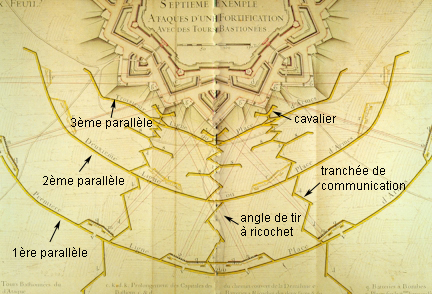
Траншейный кавальер

Кавальер (фортификац.) (фр. cavalier, нем. kavalier, пол. kawaliera — всадник, от лат. caballus — лошадь; возможно, от лат. cavo — пещера, грот, ограда), в бастионной системе укреплений —
1. вспомогательное внутреннее оборонительное сооружение, малый бастион, прикрытый стенами главного бастиона, или расположенный на боевой площадке последнего. Может быть защищён дополнительным рвом. Возвышаясь над главным бастионом, обеспечивал ярусный артиллерийский обстрел. Как вариант, наличие двух кавальеров на бастионе: малый — спереди и большой — за ним. Пример: Аннинский кавальер в бастионе Головкина Петропавловской крепости.
2. Отдельные высокие постройки позади главного вала (куртины) и местные возвышения главного вала. Служили также для обстрела участков местности, не обстреливаемых с низкого вала. Принадлежали к крепостным вспомогательным постройкам.
3. Траншейный кавальер — возвышенная осадная постройка времён гладкоствольной артиллерии из земли и фашин. Устраивалась в последний период осады посредине гласиса, справа и слева капиталей, на продолжениях ветвей «прикрытого пути», для обстрела ружейным огнём последнего и вытеснения оттуда обороняющихся.
4. Батарея, возвышенная на террасе, применяемая при осаде крепостей.
5. Сторожевая башенка на углу бастиона и других укреплений, то же, что бартизана.

Кавальер — современный термин для обозначения дополнительной насыпи, увеличивающей высоту террасы, служившей для установки осадной башни («гелеполь») при осаде крепостей в древний период .
Кавальер (строительн.) — насыпь, вал правильного профиля вдоль канала, рва, дороги или полотна железнодорожного пути. Служит защитой от сточных вод и заносов. Вообще насыпь, в которую осуществляется отсыпка грунта при его разработке.